# Georg von Peuerbach
Georg von Peuerbach (1423-1461) là nhà thiên văn học, nhà toán học và là người chế tác công cụ người Áo. Ông được biết đến nhiều nhất bởi sự trình bày có hợp lý mô hình địa tâm trong tác phẩm Theoricae Novae Planetarum.

## Cuộc đời
Khoảng thời gian từ khi Peuerbach ra đời cho đến lúc ông nhập học Đại học Viên vào năm 1446 ít được biết đến. Ông nhận được tấm bằng nghệ thuật vào năm 1448. Chương trình giảng dạy ông được thiết kế để trước hểt đề cập đến chủ nghĩa nhân đạo, điều được coi là bình thường ở thời kỳ đó. His knowledge of astronomy probably derived from independent study, as there were no professors of astronomy at the University of Vienna during Peuerbach's enrollment. Kiến thức về thiên văn học của ông có lẽ có được từ việc học tập độc lập, bởi không có một người chuyên giảng dạy thiên văn học ở Đại học Viên nào trong khoảng thời gian ông nhập học.
Trong các năm 1448-1451, Peuerbach đi khắp trung tâm và phía nam châu Âu. Đáng chú ý nhất trong chuyến đi này là khi ông ở Ý, ở đây ông thuyết giảng về thiên văn học. Các bài thuyết giảng này đã được coi là có tính chuyên môn cao ở các trường đại học, trong đó có các trường ở Bologna và Padua. Trong khoảng thời gian ở Ý, nhà thiên văn học Áo có gặp nhà thiên văn học người Ý Giovanni Bianchini ở Ferrara. Peuerbach trở lại Đại học Viên vào năm 1453, nhận danh hiệu Bậc thầy Nghệ thuật và bắt đầu thuyết giảng các bài thơ tiếng Latin.
Vào năm 1454, Peuerbach được chỉ định làm nhà chiêm tinh học cung điện của vua Ladislas V của Bohemia và Hungary. Trong khi thực hiện công việc, nhà thiên văn học Áo gặp người anh em họ của vị vua ông đang phục vụ, người mà sau này trở thành Friedrich III của Đế quốc La Mã Thần thánh. Ladislas cư trú chủ yếu ở Praha và Viên, ông cho Peuerbach tiếp tục chức vụ của nhà thiên văn tại Đại học Viên. Trong khoảng thời gian này, ông gặp Regiomontanus. Regiomontanus là một sinh viên của trường Đại học Viên, ông này được cấp bằng tốt nghiệp đại học vào năm 1452 khi mới có 15 tuổi. Ông cùng với Peuerbach có một sự hợp tác sâu rộng để thực hiện các công việc thiên văn học.
Vào năm 1457, do có các vụ ám sát của hai nhân vật chính trị đáng chú ý thời bấy giờ, vua Ladislas đã rời khỏi Viên và lẩn trốn. Ông đã chết ở Leukemia năm sau đó. Sau cái chết của vị vua này, Peuerbach được chỉ định làm nhà chiêm tinh học của vua Friedrich III, người mà ông đã từng gặp. Peuerbach chấp nhận sự chỉ định này.

## Tác phẩm
Một trong những tác phẩm xuất sắc nhất được biết đến của Peuerbach là cuốn Theoricae Novae Planetarum. Đây là một cuốn sách rất thành công, được các bậc hậu bối vĩ đại như Nicolaus Copernicus và Johannes Kepler nghiên cứu.
Vào năm 1457, Peuerbach có quan sát một pha tối và đã ghi chú rằng nó diễn ra sớm hơn 8 phút so với dự đoán trong Bảng Alphonsine, bảng ghi lại tốt nhất các diễn biến của pha tối ở thời điểm của nhà thiên văn học Áo. Sau đó, ông thiết lập một bảng về pha tối cho riêng mình, Tabulae Eclipsium. Cả hai bảng về pha tối này đã gây ảnh hưởng tới khoa học trong nhiều năm.
Peuerbach viết nhiều tác phẩm về toán học thực hành và xây dựng nên các công cụ thiên văn lớn. Đáng chú ý nhất, ông đã xây dựng nên bảng sin dưa trên kỹ thuật được phát triển bởi toán học Ả Rập.
Vào năm 1460, khi đến thăm vua Friedrich III để tìm khả năng đòi lại Constantinople từ người Turk, Johannes Bessarion đã yêu cầu cả Peuerbach và Regiomontanus dịch tác phẩm của Ptolemey từ tiếng Hy Lạp. Bessarion nghĩ rằng nó phải là một bản dịch ngắn hơn và rõ ràng hơn so với tác phẩm gốc và nó sẽ được đem vào giảng dạy. Peuerbach đã chấp nhận yêu cầu và đã hợp tác với Regiomontanus. Cả hai đã hoàn thành được 6 tập, sau đó Peuerbach qua đời và Regiomontanus tiếp tục công việc để hoàn thành công việc dịch thuật với tổng cộng 13 tập.